# Donald P. Kommers
Donald P. Kommers (* 26. August 1932 in Green Bay; † 21. Dezember 2018) war ein US-amerikanischer Politologe.

## Leben
Er erwarb den AB an der Catholic University of America (Philosophie und englische Literatur), den A.M. an der University of Wisconsin-Madison (Masterarbeit: The Catlin Act and Political Spending in Wisconsin) und den Ph.D. an der University of Wisconsin-Madison (Öffentliches Rechts und Politikwissenschaft, Doktorarbeit: The Development and Reorganization of the Wisconsin Judicial System). Er war Joseph und Elizabeth Robbie Professor für Politikwissenschaft an der University of Notre Dame und Professor für Recht an der Notre Dame Law School. Kommers erhielt 1998 die Ehrendoktorwürde der Ruprecht-Karls-Universität Heidelberg und 2010 das Bundesverdienstkreuz.

## Schriften (Auswahl)
- Judicial politics in West Germany. A study of the Federal Constitutional Court. Beverly Hills 1976, ISBN 0-8039-0125-9.
- mit Michael Wahoske (Hrsg.): Freedom and education. Pierce v. Society of Sisters reconsidered. Notre Dame 1978, OCLC 913028913.
- mit Gilburt D. Loescher (Hrsg.): Human rights and American foreign policy. Notre Dame 1979, ISBN 0-268-01071-4.
- The constitutional jurisprudence of the Federal Republic of Germany. Durham 1997, ISBN 0-8223-1838-5.